# Atlántida Sport Club
Der Atlántida Sport Club ist ein Fußballverein aus Obrero, einem Viertel von Asunción, der Hauptstadt von Paraguay. In den frühen Jahren wurde der Verein dreimal Vizemeister und zweimal Meister einer alternativen Liga. Seit der zweiten Hälfte der 1950er Jahre laviert Atlántida, spanisch  für Atlantis, zwischen Zweit- und Drittklassigkeit. Atlántida trägt seine Heimspiele im Estadio Flaviano Díaz aus, das 1000 Zuschauer fasst.

## Geschichte
Der am 23. Dezember 1906 gegründete Verein, der auch El Oceánico und El Negriazul genannt wird, gehört zu den ältesten Fußballvereinen des Landes und nahm bereits an der zweiten Ausspielung der Landesmeisterschaft 1907 teil. 1910 wurde Atlántida Vizemeister und unterlag erst in einem notwendig gewordenen Entscheidungsspiel gegen den Club Libertad mit 1:2. 1911 wurde Atlántida erneut Vizemeister. 
1912 schloss sich der Verein, neben anderen Vereinen wie Libertad, der im Vorjahr geschaffenen alternativen Liga Centenario, die ab 1916 unter dem Namen Asociación Paraguaya de Fútbol (nicht zu verwechseln mit dem späteren Namen des Landesverbandes) firmierte, an, deren Meisterschaft Atlántida 1915 sowie bei deren letzten Ausspielung 1917 gewann.
Ab 1918 spielte der Verein wieder in der regulären ersten Liga, der Liga Paraguaya de Football, kam dort aber bis zum Abstieg 1925 nicht über Mittelfeldplätze hinaus. Nach zwei Jahren erfolgte der Wiederaufstieg. Nach dem Chacokrieg gehörte Atlántida zu den Mitbegründern des professionellen Spielbetriebes in Paraguay und wurde 1936 Vizemeister. In der Folgesaison, sowie 1940 und 1944, wurde der Verein Letzter, was allerdings ohne Konsequenz blieb, da in jenen Jahren weder Auf- noch Abstieg stattfanden. Ein erneuter Abschluss auf dem letzten Platz 1950 führte dann aber zum zweiten Abstieg der Vereinsgeschichte. Es folgte jedoch der unmittelbare Wiederaufstieg.
Nach dem erneuten Abstieg 1954 gelang dem Verein keine erneute Rückkehr, vielmehr rochiert Atlántida seither zwischen zweiter und dritter Liga.

## Bekannte Spieler
Aus den Reihen von Atlántida entsprangen unter anderem der Nationalstürmer César López Fretes, der Mitte der 1940er Jahre mit dem Club Olimpia zweimal Meister wurde, und Eulogio Martínez, einer der größten Stürmer der paraguayischen Fußballgeschichte, der bei Club Libertad 1955 Teil der "Mannschaft des Jahrhunderts" wurde und bis in die 1960er Jahre mit dem FC Barcelona große Erfolge feierte. Bei der Weltmeisterschaft 2010 in Südafrika, wo die Fußballnationalmannschaft von Paraguay ihre bisher erfolgreichste Vorstellung gab, nahmen mit Víctor Cáceres und Paulo César Da Silva zwei Spieler, die aus der Jugend von Atlántida hervorgingen, teil.

## Erfolge
- Fußballmeisterschaft von Paraguay: Vizemeister 1910, 1911, 1936.
- Liga Centenario / Asociación Paraguaya de Fútbol: 1915, 1917